# Володарка (Топчихинський район)
Волода́рка (рос. Володарка) — село у складі Топчихинського району Алтайського краю, Росія. Адміністративний центр та єдиний населений пункт Володарської сільської ради.

## Населення
Населення — 850 осіб (2010; 1057 у 2002).
Національний склад (станом на 2002 рік):
- росіяни — 97 %